# Mike Schuler
Michael Harold „Mike” Schuler (ur. 22 września 1940 w Portsmouth, zm. 6 lipca 2022) – amerykański trener koszykarski. W latach 1986–1989 główny szkoleniowiec Portland Trail Blazers, a w latach 1990–1992 Los Angeles Clippers. Drużyny te prowadził w 338 meczach, z czego 179 było zwycięskich.
W pierwszym roku pracy jako główny trener Trail Blazers Schuler poprowadził zespół do bilansu 49–33, za co przyznano mu nagrodę najlepszego trenera roku w NBA. W kolejnym sezonie drużyna pod jego wodzą osiągnęła bilans 53–29, jednakże odpadła już w pierwszej rundzie fazy play-off. Z Trail Blazers został zwolniony w trakcie trzeciego roku pracy, gdy zespół miał bilans 25–22. W 1990 został głównym trenerem Los Angeles Clippers, skąd zwolniono go dwa lata później. Do 1996 nieprzerwanie pracował w NBA w roli asystenta trenera. W 2003 został asystentem trenera w Milwaukee Bucks. Funkcję tę pełnił do 2005.
Został zapamiętany ze zdarzenia, które miało miejsce na jego pierwszej konferencji prasowej w roli głównego trenera Trail Blazers. Spadł wówczas ze swojego krzesła, a scena ta była często pokazywana w amerykańskiej telewizji. Schuler nazwał to zdarzenie swoim „natychmiastowym żądaniem sławy”.